# Кашмирский султанат
Кашмирский султанат — исламское государство на территории области Кашмир (северо-запад полуострова Индостан), существовавшее в 1339—1540 и 1551—1589 годах. В 1587—1589 годах территория Кашмирского султаната была включена в состав Империи Великих Моголов.

## Предыстория
Благодаря естественной изолированности Кашмира (он отделён от других регионов горными хребтами), влияние ислама проникало сюда существенно медленнее. Падишах Махмуд Газневи дважды, в 1015 и 1021 годах, пытался вторгнуться в Кашмир с юга, но не продвинулся дальше Лохкота, однако он подчинил ряд горных племен на окраинах Кашмира, обратил их в ислам и построил мечети. Поначалу этим дело и ограничилось. Когда большая часть Северной Индии уже находилась под властью Делийского султаната (1206—1526), в Кашмире продолжала править индусская династия Лохара (1003—1320), о которой красочно повествует кашмирская хроника Раджатарангини.
Исламизация Кашмира ускорилась благодаря привлечению кашмирскими царями к военной службе тюркских наемников-мусульман (турушка ), а также активной деятельности суфийских миссионеров. Династия Лохара пала в 1320 году в результате монгольского набега на Кашмир. В суматохе престол захватил министр последнего лохарского царя Ринчан (1320—1323), буддийский принц из правящей семьи Ладакха. Став новым правителем Кашмира, Ринчан столкнулся с оппозицией индуистских брахманов, в варно-кастовом восприятии которых Ринчан был чужаком и выскочкой из неполноценной кастово-этнической группы. Ринчану было отказано в его желании принять индуизм. Нуждаясь в религиозно-идеологической поддержке своей власти, Ринчан обратил свой взор к суфиям, занимавшим при царском дворе заметное положение ещё со времён последнего правителя династии Лохара. Вскоре Ринчан перешёл в ислам и принял имя Малик Садр ад-дин, став первым мусульманином-правителем Кашмира и видимо первым султаном. Ислам приняли так же его сын Раванчандр и многие другие сановники.

## Возникновение султаната
«Некий Султан Шамсаддин прибыл сюда под видом дервиша. Тогда правила здесь женщина, а в каждой области Кашмира сидел свой правитель. Султан Шамсаддин посчитал необходимым служить царице, и через некоторое время царица изъявила желание выйти за него замуж. После этого события с течением времени этот Султан Шамсаддин установил свою власть над всем Кашмиром, и [впоследствии] его сын Султан 'Алааддин занял его место».— Мирза Мухаммад Хайдар. «Тарих-и Рашиди». Глава 100.
В действительности события развивались несколько иначе, чем это было изложено Мухаммадом Хайдаром Дуглатом по прошествии двух столетий. Суфийский миссионер Шах-Мир, родом из области Сват, занял влиятельное положение ещё при дворе последнего царя династии Лохара, а с приходом к власти Ринчана в 1320 году положение Шах-Мира при дворе только упрочилось. Шах-Мир был одним из инициаторов перехода Ринчана в ислам. После гибели Ринчана в результате мятежа в 1323 году на престол Кашмира был возведён его малолетний сын Хайдер, а вдова Ринчана Кота-Рани стала регентом. Шах-Мир стал одним из влиятельнейших сановников при дворе, являясь так же воспитателем нового правителя. Вскоре однако Кота-Рани вышла замуж за Удьянадеву (1323—1339), который стал править вместе с ней. Кота-Рани была способной правительницей, однако новое монгольское вторжение, феодальные усобицы и смерть Удьянадевы привели её царство к анархии. Воспользовавшись ситуацией, Шах-Мир в 1339 году решил захватить власть, для чего хотел жениться на Кота-Рани. Эта идея не понравилась царице и когда Шах-Мир при помощи военной силы попытался приндить её к замужеству Кота-Рани покончила с собой, перед смертью приказав отправить её кишечник Шах-Миру в качестве свадебного подарка. После этого Шах Мир был провозглашён султаном Кашмира под именем Шамс ад-дин-шаха.

## Правление династии Шах-Миридов (Свати)
Религиозная политика первых Шах-Миридов отличалась терпимостью, позволявшей вполне благополучно сосуществовать исламу с более распространённым индуизмом. Допускались браки между мусульманами и индусскими женщинами, часто в политических целях, перешедшие в ислам индусы отмечали свои традиционные праздники, сохраняли обычаи и одежду.
В 1379 году в Кашмире поселяются бежавшие от вторгшихся в Иран войск Тамерлана мистик-суфий Сайид Али Хамадани c 600-ми учениками, адепт тариката Накшбанди. Султан Кутб ад-дин-шах (1373—1389) оказал им радушный приём, пожаловал крупные владения и вскоре попал под влияние их учений. По их настоянию султан отказался от своей индусской жены, а со второй совершил специальный обряд, узаконивающий его брак.

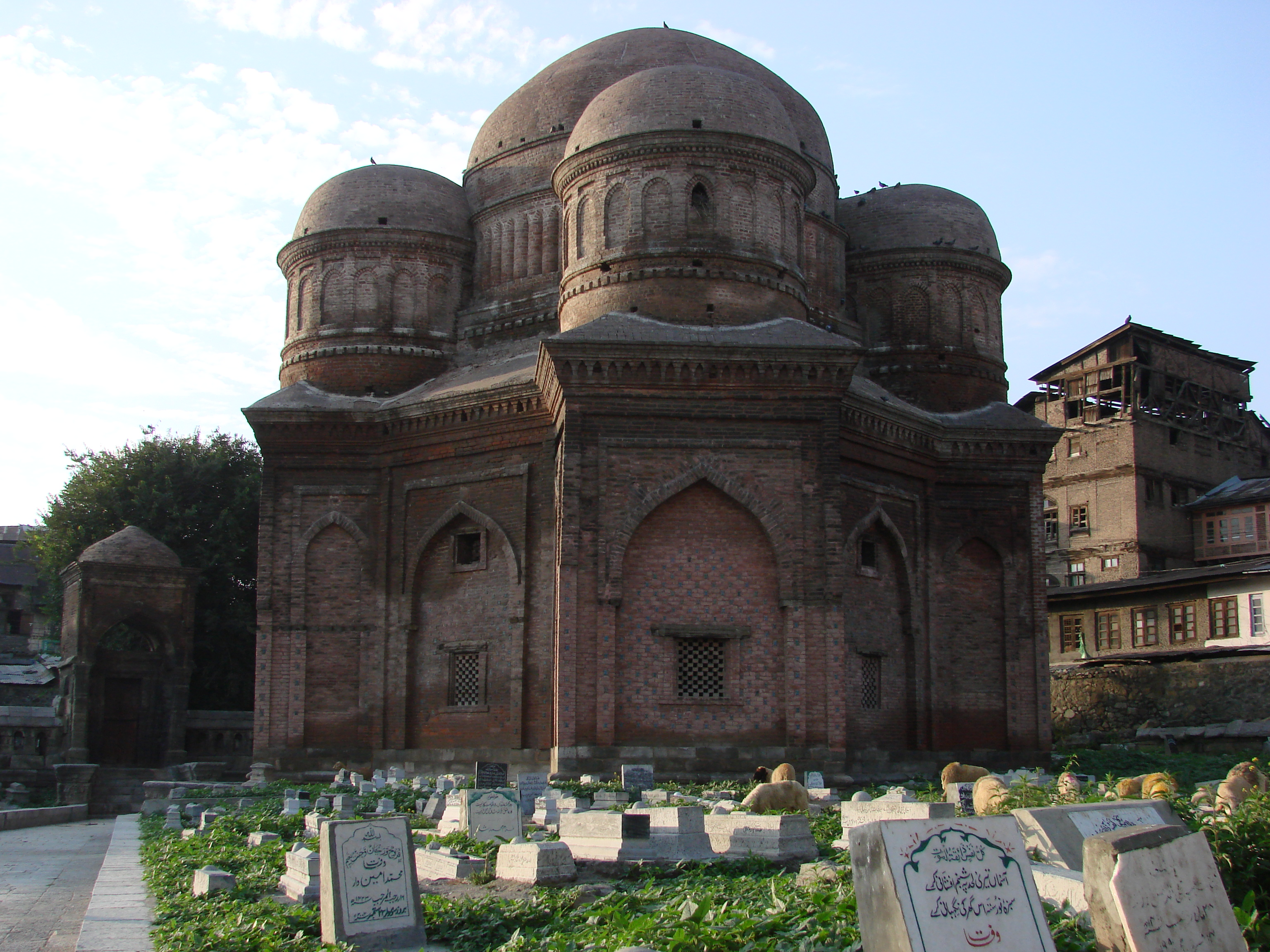
Гробница матери султана Зайн аль-Абидина Буд-шаха (1420—1470). Сринагар

Следующий султан Сикандар-шах I (1389—1413) находился уже под глубочайшим влиянием последователей Хамадани. Когда к границам Кашмира подступили войска Тамерлана и потребовал выплатить существенных размеров дань, мусульманские силы при дворе без труда убедили султана начать преследования сторонников индуизма, что должно было привести к наполнению казны. Первый министр Суха Бхатта перешёл в ислам и начал кампанию по искоренению индуизма.
Истребление индуизма в Кашмире при Сикандар-шахе I имело по истине чудовищные масштабы. Индуистские храмы безжалостно разрушались и расхищались. Население насильственно обращали в ислам, а тех кто упорствовал, облагали джизией. Из камня разрушенных храмов возводились мечети. Доведённые до отчаяния брахманы совершали массовые самоубийства, в результате которых погибли тысячи человек. Собранные в кучу священные индуистские книги свезли на озеро Дал и утопили в месте, на котором затем построили дамбу. По всей стране были запрещены алкоголь, музыка, азартные игры, индуистские праздники. Гонения стихли только со смертью Суха Бхатты. В результате большая часть населения Кашмирского султаната добровольно-принудительно была обращена в ислам. Султан Сикандар-шах получил прозвище Бут-шикан — «Сокрушитель идолов».
Сын Сикандар-шаха, Зайн аль-Абидин-шах, самый выдающийся правитель династии, получивший прозвище Буд-шах («Великий царь»), продолжил политику отца в несколько смягчённом варианте, постепенно вернувшись к веротерпимости. При нём был осуществлен перевод Махабхараты и хроники Кашмира «Раджатарангини» («Поток царей») на персидский язык. При нём же началась чеканка серебряных монет с именем султана. При его потомках началась междоусобная борьба за трон. Многие местные феодалы горных местностей стали фактически независимыми от власти султана.
В период с 1484 года по 1528 год на кашмирском престоле попеременно сменяли друг друга два султана — Мухаммед Шах (1484—1487, 1499—1505, 1516—1528) и Фатх Шах (1487—1499, 1505—1516). Оба они были не более чем марионетками в руках враждовавших придворных клик, возглавлявшие их влиятельные феодалы фактически поделили страну между собой.

## Упадок династии Свати
"После Султан Зайн ал-'Абидина начался упадок Кашмирского царства. Кашмирские эмиры обрели силу и от власти кашмирских государей они не оставили ничего, кроме названия; дошло до того, что эмиры даже внешне перестали признавать их. И те несчастные султаны, посчитав за удачу спасение своей головы, покинучи родину и согласились на все. Султану Надипу, который сегодня находится со мной, я оказываю больше внимания, чем оказывали [прежним государям] сановники этой страны ".— Мирза Мухаммад Хайдар. «Тарих-и Рашиди». Глава 100.
С конца XV века, во времена правления слабых и малоспособных султанов, большое влияние на управление государством стали оказывать амиры племени чак, занимавшие важнейшие административные и военные посты при дворе последних Шах-Миридов. Положение династии усугублялось и внешней угрозой со стороны соседних могольских правителей. В 1533 году полководец правителя Могулии Султан-Саид-хана, дуглатский амир Мирза Мухаммад Хайдар, вторгся в Кашмир и присоединил его к владениям своего хана. Однако менее чем через год моголы оставили Кашмир.
В 1540 году амир Мирза Мухаммад Хайдар, теперь уже служивший полководцем у падишаха Хумаюна, вновь вторгся в Кашмир и, постепенно подчинив себе всю страну, правил Кашмиром в качестве наместника Великих Моголов вплоть до своей нелепой гибели в 1551 году. Фактически Мирза Мухаммад Хайдар управлял Кашмиром совместно с амирами племени чак. Шах-Мирид Надир-шах (Назук) при Мирзе Мухаммаде Хайдаре вероятно оставался формальным султаном Кашмира, так как до 1546 года кашмирские монеты чеканились именно с его именем, однако в 1546—1551 годах монеты Кашмира чеканились уже с именем падишаха Хумаюна.
После гибели Мирзы Мухаммада Хайдара в 1551 году моголы вновь оставили Кашмир и управление султанатом фактически перешло к амирам племени чак, которые возводили на престол и свергали султанов согласно своим политическим интересам. Наконец в 1561 году амир Гази-хан низложил последнего султана Шах-Мирида Хабиб-шаха и провозгласил султаном самого себя.

## Династия Чак и падение султаната
Согласно некоторым исследователям, некоторые султаны династии Чак приняли титул падишаха (бадшаха), подражая Великим Моголам. По крайней мере, на монетах султанов Хусайн-шаха I (1563—1570) и Юсуф-шаха (1578—1579, 1580—1586) используется именно титул бадшаха.
Гази-шах Чак послал войска в Тибет, однако они не смогли завоевать его. В 1563 году Гази-шах отрёкся от престола в пользу своего двоюродного брата Хусайна. Хусайн-шаху I весь период правления пришлось бороться с другими претендентами на трон: вначале со своим старшим братом Шанкар-ханом, затем с сыном Гази-шаха Ахмад-ханом. В 1570 году Хусайн-шах I был свергнут своим братом Али-шахом II. Новый султан столкнулся с теми же проблемами мятежей своих родственников. В правление его сына Юсуф-шаха (1578—1586) кроме мятежей других претендентов столкнулся ещё и серьёзной угрозой могольского вторжения. В 1586 году в Кашмир вторглась многочисленная армия падишаха Акбара. Юсуф-шах оказал было сопротивление, вскоре был свергнут с престола своим сыном Якуб-шахом, который начал переговоры с моголами, рассчитывая заключить мир и признать сюзеренитет падишаха Акбара. Однако у падишаха были другие планы на Кашмир. Он послал против Якуб-шаха новую армию, которая взяла Сринагар. Якуб-шах продолжал сопротивляться до 1589 года. Сдавшись моголам, он получил от падишаха небольшой джагир в Бихаре. Кашмир вошел в состав Империи Великих Моголов.

## Султаны Кашмира
| \| Годы правления[10] \| Тронное имя[11] \| Личное имя[12] \| Отец[13] \| Династия \| \| ----------------------------------------------------- \| --------------------------------------------- \| -------------- \| --------------------------------- \| ----------------------------- \| \| 1339—1342 (1341—1345) \| Шамс ад-дин-шах I \| Шах-Мир \| Тахир \| Свати (Шах-Мириды или Сайиды) \| \| 1342—1343 (1345—1347) \| Джамшид-шах \| \| Шамс ад-дин-шах I \| Свати (Шах-Мириды или Сайиды) \| \| 1343—1354 (1347—1359) \| Ала ад-дин-шах \| Али-Шир \| Шамс ад-дин-шах I \| Свати (Шах-Мириды или Сайиды) \| \| 1354—1373 (1359—1378) \| Шихаб ад-дин-шах \| Шир аш-Шамак \| Ала ад-дин-шах \| Свати (Шах-Мириды или Сайиды) \| \| 1373—1389 (1378—1393) \| Кутб ад-дин-шах \| Хиндал \| Ала ад-дин-шах \| Свати (Шах-Мириды или Сайиды) \| \| 1389—1413 (1393—1414) \| Сикандар-шах I Бут-шикан[14]. \| \| Кутб ад-дин-шах \| Свати (Шах-Мириды или Сайиды) \| \| 1413—1420 (1414—1422) \| Али-шах I \| Али-Мирза-хан \| Сикандар-шах I \| Свати (Шах-Мириды или Сайиды) \| \| 1420—1470 (1422—1473) \| аль-Азам Зайн аль-Абидин Буд-шах[15] \| Шахи-хан \| Сикандар-шах I \| Свати (Шах-Мириды или Сайиды) \| \| 1470—1472 (1473—1475) \| Хайдар-шах \| Хаджжи-хан \| Зайн аль-Абидин-шах \| Свати (Шах-Мириды или Сайиды) \| \| 1472—1484 (1475—1487) \| аль-Азам Хасан-шах[8] \| \| Хайдар-шах \| Свати (Шах-Мириды или Сайиды) \| \| 1484—1486, 1493—1505, 1514—1515, 1517—1528, 1530—1537 \| аль-Азам Мухаммад-шах[8] \| \| Хасан-шах \| Свати (Шах-Мириды или Сайиды) \| \| 1486—1493, 1505—1514, 1515—1517 \| аль-Азам Фатх-шах[8] \| \| Адхам-хан ибн Зайн аль-Абидин-шах \| Свати (Шах-Мириды или Сайиды) \| \| 1517—1517 (1520—1520) \| аль-Азам Сикандар-шах II[8][16] \| Сикандар-хан \| Фатх-шах \| Свати (Шах-Мириды или Сайиды) \| \| 1528—1529, 1552—1555 \| аль-Азам Ибрахим-шах[8] \| \| Мухаммад-шах \| Свати (Шах-Мириды или Сайиды) \| \| 1529—1530, 1540—1552 \| аль-Азам Надир-шах[8] \| Назук-хан \| Фатх-шах \| Свати (Шах-Мириды или Сайиды) \| \| 1537—1540 (1537—1538) \| аль-Азам Шамс ад-дин-шах II[8] \| \| Мухаммад-шах \| Свати (Шах-Мириды или Сайиды) \| \| 1540—1540 (1538—1540), 1555—1557 \| аль-Азам Исмаил-шах[8] \| \| Мухаммад-шах \| Свати (Шах-Мириды или Сайиды) \| \| 1557—1561 \| аль-Азам Махмуд-шах[17] \| Хабиб-хан \| Исмаил-шах \| Свати (Шах-Мириды или Сайиды) \| \| 1561—1563 \| Мухаммад Гази-шах[17] \| Гази-хан \| Хасан ибн Хусайн Чак \| Чак \| \| 1563—1570 \| Насир ад-дин Мухаммад Хусайн-бадшах I Гази[8] \| Хусайн-хан \| Каджи ибн Хусайн Чак \| Чак \| \| 1570—1579 \| Захир ад-дин Али-шах II \| \| Каджи ибн Хусайн Чак \| Чак \| \| 1578—1579, 1580—1586 \| Насир ад-дин Мухаммад Юсуф-бадшах Гази[8] \| \| Али-шах II \| Чак \| \| 1579—1580 \| Лохар-шах \| \| Шанкар ибн Каджи Чак \| Чак \| \| 1586—1586, 1586—1588 \| Якуб-шах \| \| Юсуф-бадшах \| Чак \| \| 1586—1586 \| Хусайн-шах II \| \| Айба-хан ибн Гази-шах \| Чак \| |                                            |               |                                   |                               |
| Годы правления | Тронное имя                                | Личное имя    | Отец                              | Династия                      |
| 1339—1342 (1341—1345) | Шамс ад-дин-шах I                          | Шах-Мир       | Тахир                             | Свати (Шах-Мириды или Сайиды) |
| 1342—1343 (1345—1347) | Джамшид-шах                                |               | Шамс ад-дин-шах I                 | Свати (Шах-Мириды или Сайиды) |
| 1343—1354 (1347—1359) | Ала ад-дин-шах                             | Али-Шир       | Шамс ад-дин-шах I                 | Свати (Шах-Мириды или Сайиды) |
| 1354—1373 (1359—1378) | Шихаб ад-дин-шах                           | Шир аш-Шамак  | Ала ад-дин-шах                    | Свати (Шах-Мириды или Сайиды) |
| 1373—1389 (1378—1393) | Кутб ад-дин-шах                            | Хиндал        | Ала ад-дин-шах                    | Свати (Шах-Мириды или Сайиды) |
| 1389—1413 (1393—1414) | Сикандар-шах I Бут-шикан.                  |               | Кутб ад-дин-шах                   | Свати (Шах-Мириды или Сайиды) |
| 1413—1420 (1414—1422) | Али-шах I                                  | Али-Мирза-хан | Сикандар-шах I                    | Свати (Шах-Мириды или Сайиды) |
| 1420—1470 (1422—1473) | аль-Азам Зайн аль-Абидин Буд-шах           | Шахи-хан      | Сикандар-шах I                    | Свати (Шах-Мириды или Сайиды) |
| 1470—1472 (1473—1475) | Хайдар-шах                                 | Хаджжи-хан    | Зайн аль-Абидин-шах               | Свати (Шах-Мириды или Сайиды) |
| 1472—1484 (1475—1487) | аль-Азам Хасан-шах                         |               | Хайдар-шах                        | Свати (Шах-Мириды или Сайиды) |
| 1484—1486, 1493—1505, 1514—1515, 1517—1528, 1530—1537 | аль-Азам Мухаммад-шах                      |               | Хасан-шах                         | Свати (Шах-Мириды или Сайиды) |
| 1486—1493, 1505—1514, 1515—1517 | аль-Азам Фатх-шах                          |               | Адхам-хан ибн Зайн аль-Абидин-шах | Свати (Шах-Мириды или Сайиды) |
| 1517—1517 (1520—1520) | аль-Азам Сикандар-шах II                   | Сикандар-хан  | Фатх-шах                          | Свати (Шах-Мириды или Сайиды) |
| 1528—1529, 1552—1555 | аль-Азам Ибрахим-шах                       |               | Мухаммад-шах                      | Свати (Шах-Мириды или Сайиды) |
| 1529—1530, 1540—1552 | аль-Азам Надир-шах                         | Назук-хан     | Фатх-шах                          | Свати (Шах-Мириды или Сайиды) |
| 1537—1540 (1537—1538) | аль-Азам Шамс ад-дин-шах II                |               | Мухаммад-шах                      | Свати (Шах-Мириды или Сайиды) |
| 1540—1540 (1538—1540), 1555—1557 | аль-Азам Исмаил-шах                        |               | Мухаммад-шах                      | Свати (Шах-Мириды или Сайиды) |
| 1557—1561 | аль-Азам Махмуд-шах                        | Хабиб-хан     | Исмаил-шах                        | Свати (Шах-Мириды или Сайиды) |
| 1561—1563 | Мухаммад Гази-шах                          | Гази-хан      | Хасан ибн Хусайн Чак              | Чак                           |
| 1563—1570 | Насир ад-дин Мухаммад Хусайн-бадшах I Гази | Хусайн-хан    | Каджи ибн Хусайн Чак              | Чак                           |
| 1570—1579 | Захир ад-дин Али-шах II                    |               | Каджи ибн Хусайн Чак              | Чак                           |
| 1578—1579, 1580—1586 | Насир ад-дин Мухаммад Юсуф-бадшах Гази     |               | Али-шах II                        | Чак                           |
| 1579—1580 | Лохар-шах                                  |               | Шанкар ибн Каджи Чак              | Чак                           |
| 1586—1586, 1586—1588 | Якуб-шах                                   |               | Юсуф-бадшах                       | Чак                           |
| 1586—1586 | Хусайн-шах II                              |               | Айба-хан ибн Гази-шах             | Чак                           |